# Henri-Paul Deyvaux-Gassier
Pour les articles homonymes, voir Gassier.
Henri-Paul Deyvaux-Gassier, dit H.-P. Gassier, né à Paris (Auteuil, 16e arr.) le 7 juin 1883 et mort le 11 juin 1951 à Paris (Montmartre, 18e arr.), est un illustrateur et journaliste français, cofondateur du journal Le Canard enchaîné en 1915.

## Biographie

### Origine
Fils d'Émile Deyvaux-Gassier, représentant en tissus, et d'une dame Bassano, propriétaire de la plus importante maison de couture de Marseille, Henri-Paul passe sa jeunesse à Marseille (Bouches-du-Rhône). Son père milite dans la Ligue des patriotes du général Boulanger. Marié, il n'eut pas d'enfants.
La famille vit dans une aisance toute relative, et son père doit même parler de « gêne » dans la lettre qu'il adresse à son fils, en décembre 1904, pour expliquer le geste qui allait mettre fin à ses jours.
Il fit ses études au lycée Michelet. Après une académie de peinture où il développa des dons remarqués de caricaturiste, il dessina très jeune dans des journaux locaux qu'il signait « Ripaul ». (Le Petit Provençal, Le Soleil du Midi).

### Montmartre
Venu à Paris, en 1904-1905, il participa à la vie de Montmartre et fréquenta les habitués du Lapin Agile, du Chat Noir, les artistes du Bateau-Lavoir (Picasso, Max Jacob), Roland Dorgelès, Frede et Jules Depaquit, ainsi que les dessinateurs les plus fameux de l'époque : Steinlen, Poulbot. Fondant plusieurs journaux éphémères (La Panthère des Batignolles, Le Poil, La Chaudière), il s'intégra rapidement aux milieux bohèmes de Montmartre parmi lesquels sa réputation de conteur facétieux fut assez tôt établie. Il fut actif dans une campagne électorale de la « Commune libre de Montmartre ». Il demandait notamment le transfert de la commune libre sur la Canebière à Marseille.

### Militant socialiste

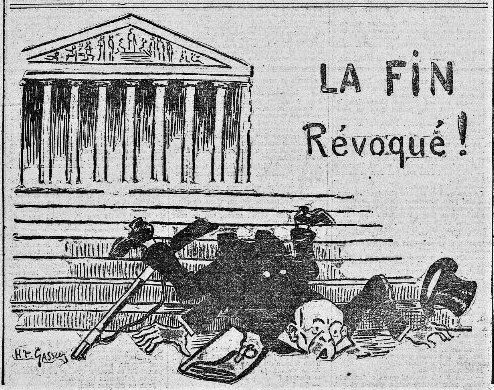
L'Humanité, dessin H.-P. Gassier le 22 juillet 1909 sur la chute du gouvernement Clemenceau.

Membre du Parti socialiste SFIO dès sa création en 1905, H.-P. Gassier, comme il aimait se faire appeler, collabora à La Guerre sociale (de Gustave Hervé) et à L'Humanité de Jean Jaurès à partir de 1908. Il dessina des affiches, qui devaient le faire accéder à un début de célébrité. D'abord admirateur d'Aristide Briand, il signa quand celui-ci devenu ministre, brisa des grèves, une affiche désignée par le titre Le Jaune. Il était considéré comme un des principaux dessinateurs politiques de la presse socialiste.
Opposé à l'Union sacrée, il restera longtemps minoritaire, et finit par solliciter un emploi de retoucheur de photographies pour ne plus avoir à donner des dessins contraires à son opinion sur la guerre. Il quitte à la même époque le journal La Guerre sociale de Gustave Hervé, qui était passé à l'avènement de la Première Guerre mondiale d'un farouche antimilitarisme à un fort nationalisme. Il est réformé en raison d'une forte myopie et versé dans les services de l'infirmerie d'une caserne parisienne. En 1915, Maurice Maréchal le contacte pour un projet de journal à fonder : le Canard enchaîné. Le 10 septembre 1915 sort le premier numéro.
Il se sépare du Canard enchaîné en 1919 pour collaborer avec Eugène Merlo au Merle blanc et à l'hebdomadaire Floréal (1920-1923).

### Illustrateur engagé

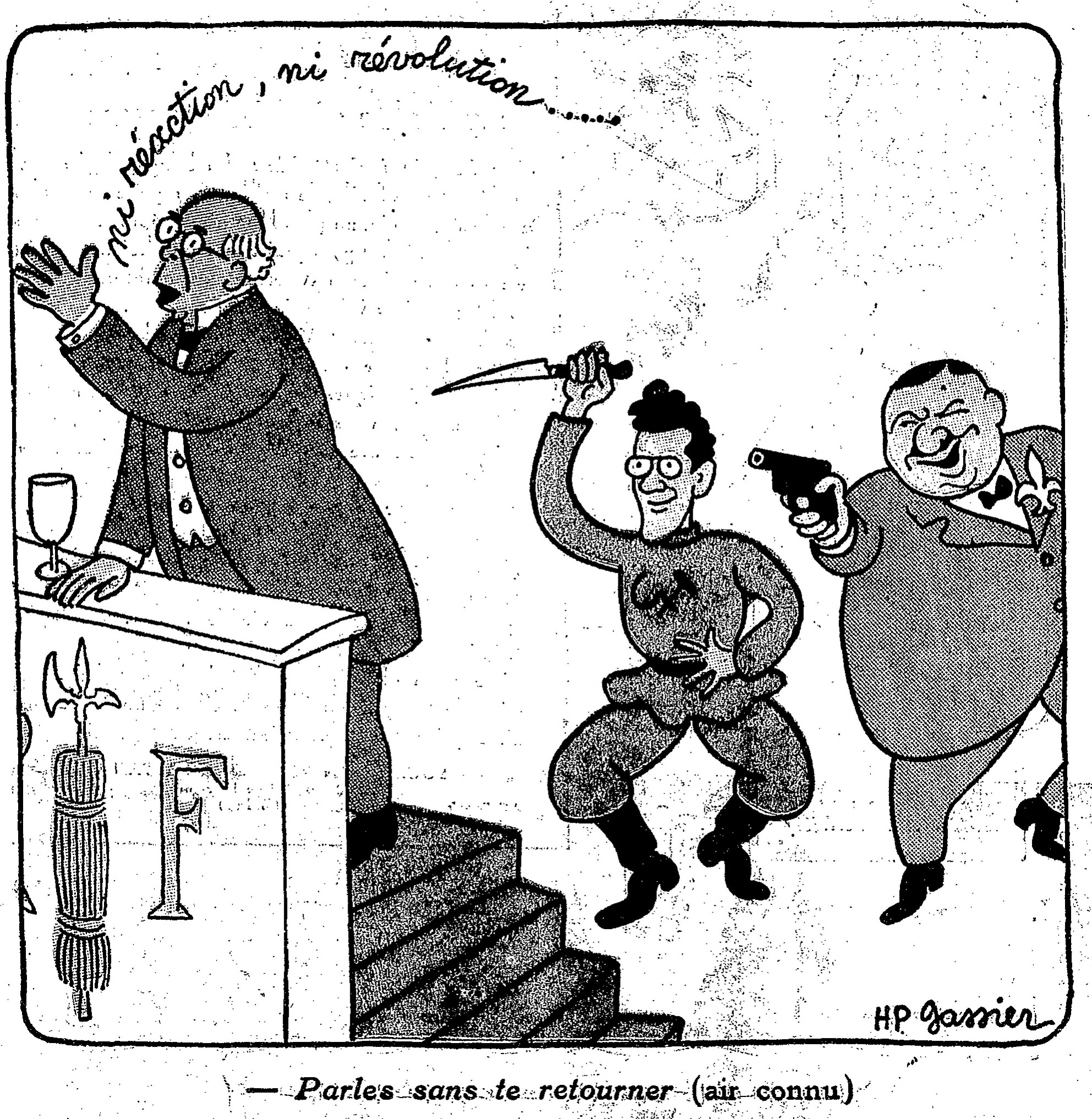
Caricature de Léon Daudet (à droite) dans Cyrano du 19 juin 1927.

H.-P. Gassier, dans la préparation du congrès de Tours, signa, comme ancien « reconstructeur », la motion d'adhésion à la IIIe Internationale. Il représentait la Fédération des Bouches-du-Rhône au congrès.
Membre du Parti communiste, H.-P. Gassier, en 1922, se solidarisa avec Frossard et à la fin de l'année, était membre du Comité de Résistance. Il était exclu, par l'Internationale communiste, au début de janvier 1923. Il collabora alors à l'Égalité, journal d'unité socialiste-communiste dont le directeur politique était Frossard. Toutefois, en raison de relations amicales avec Marcel Cachin et Daniel Renoult, il donna parfois à L'Humanité des dessins non signés.

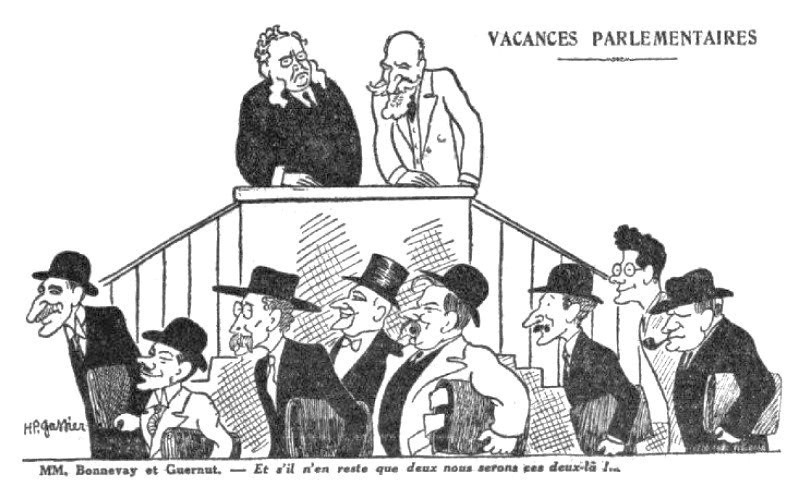
Vacances parlementaires, dans Le Petit Parisien du 18 mars 1934.

H.-P. Gassier multiplia alors les collaborations. Bien que travaillant par la suite au Journal, à Paris-Soir, il refusa toute exclusivité pour pouvoir signer des dessins dans la presse socialiste et ouvrière. Sa signature apparut ainsi dans Cyrano, Le Petit Parisien, Ce soir, D'Artagnan, Marianne, Messidor, Agir, La Lumière, Le Voltaire, Le Populaire.
Avec la guerre, H.-P. Gassier quitta Paris pour se fixer en juillet 1940 à La Seyne (Var), quartier Daniel, dans la propriété qu'il possédait depuis 1928-1929 et où il vivait plusieurs mois de l'année. Il séjournait parfois à Saint-Tropez et était surveillé par la police, comme les autres communistes de cette commune, en janvier 1941. En août 1941, il adressa à Pierre Laval une requête en faveur de Jacques Sadoul, interné au fort Sainte-Catherine à Toulon. Refusant toute participation à la presse, il se contenta de dessiner pour de petits organes, tels que Lectures pour tous. Après la guerre, H.-P. Gassier réadhéra au Parti communiste et dessina régulièrement dans Action, Les Lettres françaises, L'Humanité.
Après deux accidents cardiaques en 1951, H.-P. Gassier, revenu à Paris pour participer à la campagne électorale de 1951 aux côtés de son vieil ami Marcel Cachin, mourut dans le XVIIIe arrondissement le 11 juin 1951, à Montmartre.